# Nguyễn Thị Bảo
Nguyễn Khắc Thị Bảo (còn đọc trại là Bửu) (chữ Hán: 阮克氏寶; 7 tháng 9 năm 1801 – 12 tháng 9 năm 1851), phong hiệu Tứ giai Thục tần (四階淑嬪), là một cung tần của vua Minh Mạng nhà Nguyễn trong lịch sử Việt Nam.

## Tiểu sử

### Thân thế
Thục tần Nguyễn Khắc Thị Bảo sinh vào giờ Ngọ ngày 15 tháng 7 (âm lịch) năm Tân Dậu (tức 23 tháng 8 năm 1801), là con gái của Tư không Nguyễn Khắc Thiệu (1764 - 1816), nguyên quán ở Bình Chương, Gia Định, một khai quốc công thần của nhà Nguyễn. Mẹ bà là phụ nhân Nguyễn Thị Phú.
Năm Gia Long thứ 13 (1814), bà Bảo nhập cung vào hầu vua Minh Mạng khi ông vẫn còn ở nơi tiềm để.

### Nhập cung
Năm 1819, bà hạ sinh con trai đầu lòng là Miên Thẩm, hoàng tử có quý tướng. Vua Gia Long thấy vậy vui mừng, ban cho hai mẹ con bà 10 lạng vàng. Thuở nhỏ Miên Thẩm hay khóc và nhiều bệnh, bà Bảo ngày đêm lo chăm sóc, tìm danh y chữa trị nhưng vẫn không thuyên giảm. Chưa đầy năm, hoàng tử càng khóc dữ dội, mắt mờ đi mà lại chảy máu. Đột nhiên có vị đạo sĩ tên Vân đến xin gặp bà và bảo: “Đây là tinh khí của Thái Bạch Kim Tinh giáng xuống, làm lễ tiễn là khỏi”. Làm lễ xong thì hoàng tử nín khóc thật.
Năm 1820, vua Minh Mạng lên ngôi, bà Bảo được liệt vào hàng Cung tần, năm 1831 giáng xuống làm Mỹ nhân, năm 1833 khởi phục làm Cung tần. Năm 1836 bà được ban huy hiệu là Thục tần (淑嬪) ở hàng Tứ giai. Sử sách ghi lại, bà Thục tần có mối quan hệ khá thân thiết với Tiệp dư Lê Thị Ái, mẹ của Tuy Lý vương Miên Trinh. Thời Minh Mạng có 2 đợt sách phong cung giai các năm 1836 và 1838 trong đó đợt 1838 có 3 vị Tần nhận phong là Huệ tần, Hòa tần và Lệ tần nên có thể tạm đoán bà Thục tần được phong năm 1836. Trong số hậu phi lúc đó có Hiền phi Ngô Thị Chính đứng đầu, Trang tần Trần Thị Tuyến thứ 2, Thục tần Nguyễn Thị Bảo thứ 3 và An tần Hồ Thị Tùy thứ 4.
Thục tần Nguyễn Khắc Thị Bảo là người điềm đạm, giản dị, không ưa châu báu, chỉ thích thiên nhiên cây cỏ. Quanh viện Đoan Trang của bà có đủ các thứ hoa, bốn mùa lúc nào cũng có hoa nở hương thơm, lá xanh một góc trời. Mỗi sáng và chiều, bà đích thân cho bầy chim trong viện ăn, sau đó xách nước tưới hoa.
Năm Minh Mạng thứ 17 (1836), bà Thục tần bị liên can đến án người nhà ăn trộm vàng trong cung, nên bị tước đoạt hết sách phong. Năm sau (1837), bà được khôi phục làm Tiệp dư ở hàng Lục giai. Năm Tự Đức thứ 2 (1849), Tùng Quốc công Miên Thẩm con trai bà cho xây Tiêu Viên và tâu xin vua cho rước mẹ về đó phụng dưỡng.
Ngày 17 tháng 8 (âm lịch) năm Tân Hợi, Tự Đức năm thứ 4 (1851), tiền triều Tiệp dư Nguyễn Khắc Thị Bảo qua đời, hưởng thọ 51 tuổi. Khi đó Tùng Quốc công dâng sớ xin cấp lại sách phong cho mẹ với lời lẽ rất thống thiết đau thương. Vua Tự Đức động lòng, gia ân hoàn lại sách phong Thục tần cho bà, ban thụy là Đoan Liệt (端烈). Tùng Quốc công đau thương hết lễ, dựng lều tranh ở cạnh mộ bà mà để tang ba năm.
Sau khi mẹ qua đời, Miên Thẩm đã cải tạo ngôi nhà ở của mình trong phủ làm nhà thờ, một gian hai chái, bộ tuồng gỗ kiểu nhà rường, vách xây gạch, cửa bản khoa, mái lợp ngói liệt; nội thất bài trí ba án thờ, đặc biệt một tủ đựng các mộc bản văn thơ Tùng Thiện Vương (chưa được kiểm tra). Bức hoành đề Thục tần Đoan Liệt từ đường” (淑嬪端烈祠堂) với lạc khoản “Tự Đức Nhâm Ngọ” (1882), bài vị trên bàn thờ ghi Tiền triều Tiếp dư Tự Đức tứ niên bát nguyệt thập nhất nhật hoăng, tặng Thục tần Nguyễn Khắc Thị thụy Đoan Liệt thần chủ”, lại phối thờ bài vị thân phụ và thân mẫu của bà Thục tần.

## Hậu duệ
Thục tần Nguyễn Thị Bảo có với vua Minh Mạng tổng cộng 4 hoàng tử và 3 hoàng nữ, trong đó chỉ có Tùng Thiện vương Miên Thẩm và 3 vị công chúa là sống qua tuổi trưởng thành. Cả bốn người đều có sự nghiệp văn chương đồ sộ, và 3 công chúa được xưng tụng là Nguyễn triều Tam khanh.
- Tùng Thiện vương Nguyễn Phúc Miên Thẩm (11 tháng 12 năm 1819 – 30 tháng 4 năm 1870), hoàng tử thứ 10.
- Nguyễn Phúc Miên Hựu (29 tháng 9 năm 1821 – 27 tháng 11 năm 1824), hoàng tử thứ 14. Tảo thương.
- Quy Đức Công chúa Nguyễn Phúc Vĩnh Trinh (21 tháng 6 năm 1824 – 18 tháng 4 năm 1892), hiệu là Nguyệt Đình, hoàng nữ thứ 18. Lấy Phạm Đăng Thuật.
- Lại Đức Công chúa Nguyễn Phúc Trinh Thận (12 tháng 9 năm 1826 – 3 tháng 1 năm 1904), hiệu là Mai Am, hoàng nữ thứ 25. Lấy Thân Trọng Di.
- Thuận Lễ Công chúa Nguyễn Phúc Tĩnh Hòa (1830 – 22 tháng 4 năm 1882), hiệu là Huệ Phố, hoàng nữ thứ 34. Lấy Đặng Văn Khiết.
- Hai hoàng tử mất sớm, không rõ thứ tự.

## Trong văn hóa đại chúng
| Năm  | Tác Phẩm        | Diễn Viên | Nhân Vật        |
| 2020 | 《Phượng khấu》 | Diễm Châu | Nguyễn Diệp Bửu |